# دوروبانتس
دوروبانتس هي قرية تقع في إقليم أراد في رومانيا. تبعد عن أراد 25 كم.

## السكان
حسب إحصائيات 2002 بلغ عدد سكان القرية 1,679 نسمة.